# Gerald Henkel
Gerald Henkel (* 1. November 1948 in Burow)  ist ein deutscher Chemiker (Anorganische Chemie).
Henkel studierte von 1968 bis 1973 Chemie an der Universität Kiel und wurde 1976 an der Universität Bielefeld bei Bernt Krebs promoviert (Untersuchungen über S-H···S-Wasserstoffbrückenbindungen in Thiosäuren des Phosphors und des Kohlenstoffs). Als Post-Doktorand war er am Institut Laue-Langevin in Grenoble, am Brookhaven National Laboratory und am Weizmann-Institut. 1984 habilitierte er sich an der Universität Münster in Anorganischer Chemie (über Komplexe elektronenreicher Übergangsmetalle mit biologisch relevanten Chalkogenliganden). Er war Professor für Anorganische Chemie an der Universität Duisburg, wo er das Fachgebiet Festkörperchemie leitete, und ist seit 2002 Professor für Anorganische und Analytische Chemie an der Universität Paderborn. Er ist im Rat der Fakultät für Naturwissenschaften.
Er befasst sich unter anderem mit bioanorganischer Chemie und ist Mitglied (und einer der Sprecher) einer Forschungsgruppe der DFG, die die Dynamik von Elektronentransferprozessen in Übergangsmetallkomplexen mit speziellen Lasern und Synchrotronstrahlungsquellen untersucht mit Anwendung auf biologisch relevante Enzyme. Insbesondere befasst er sich mit der Cytochrom-c-Oxidase, einem wichtigen Enzym der Atmungskette und der Funktionsweise von deren aktiven Kupferzentren.